# 릴리안 워스

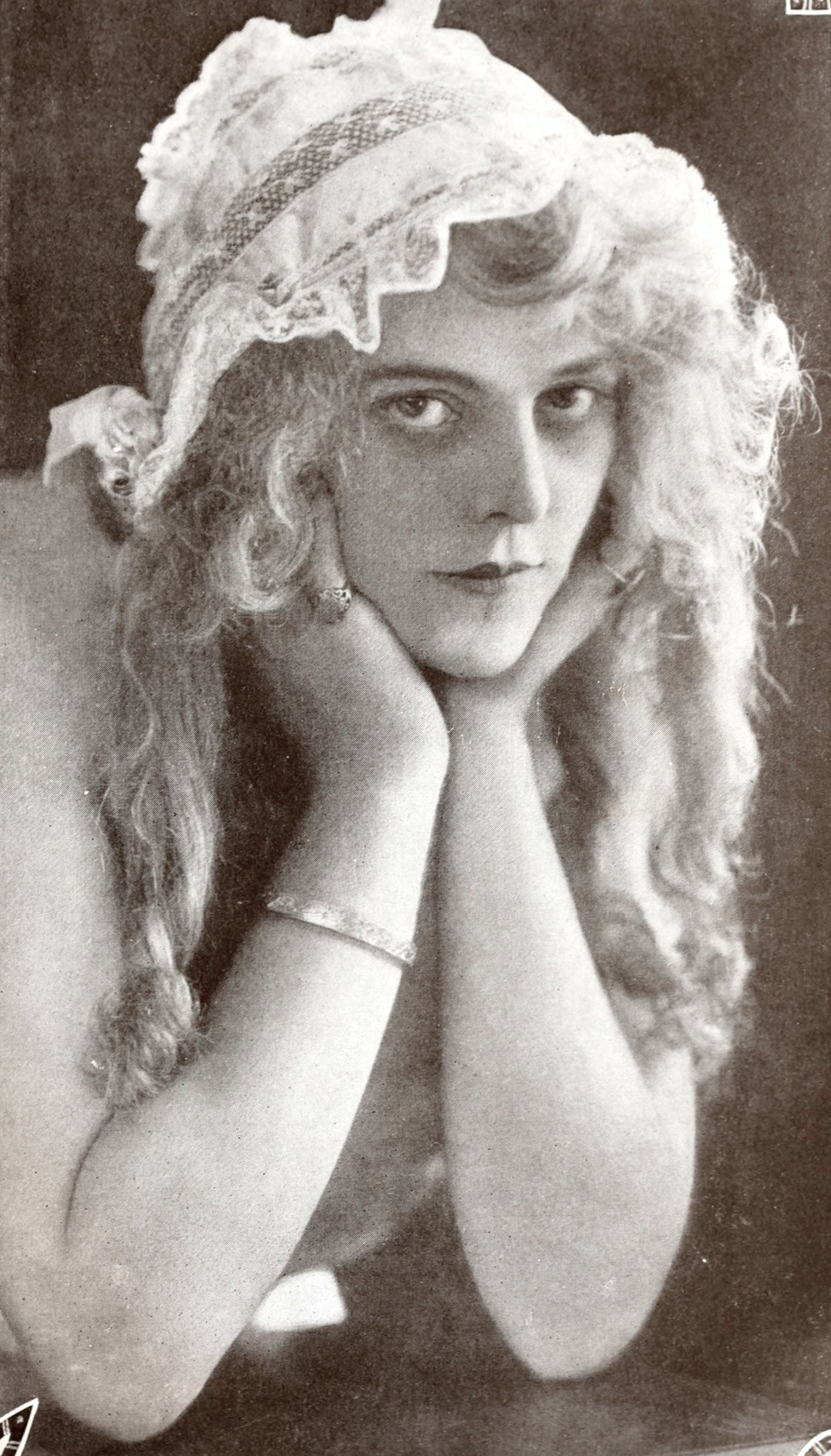

릴리안 워스(Lillian Worth, 1884년 6월 24일 ~ 1952년 2월 23일)는 미국의 배우, 영화배우이다.
브루클린에서 태어났으며 로스앤젤레스에서 사망하였다.

## 영화
- 프라이빗 넘버 (1936년)
- 뉴욕의 선창 (1928년)
- 타잔 - 엘모 린콘 편 3 (1921년)